# 見證 (1985年電影)
《自己去看》（俄语：Иди и смотри，Idi i smotri，Idzi i hliadzi）是一部1985年由叶列姆·克利莫夫执导的苏联反战电影，由阿列克谢·克拉夫琴科和奥莉加·米罗诺娃主演。电影由1978年小说《我来自炽热之村》（Ya iz ognennoj derevni）改编，剧本由导演克利莫夫和原著作者之一阿列斯·阿达莫维奇共同撰写。受苏联审查制度影响，完成剧本后的摄制工作搁置了八年的时间。
影片以第二次世界大战期间白俄罗斯德占区发生的战争罪行为背景。主角弗廖拉（Флёра）是一名年轻男孩，不顾其母反对参与了抵抗运动，目睹了白俄罗斯村民所遭受的劫难。影片结合了过度现实主义和超现实主义手法，带有存在主义哲学和末世论主题色彩。
《自己去看》在上映后获得好评，在第14屆莫斯科影展获得聖喬治金獎、國際影評人協會大奖，如今被视为俄罗斯影史上的杰出之作。

## 情节

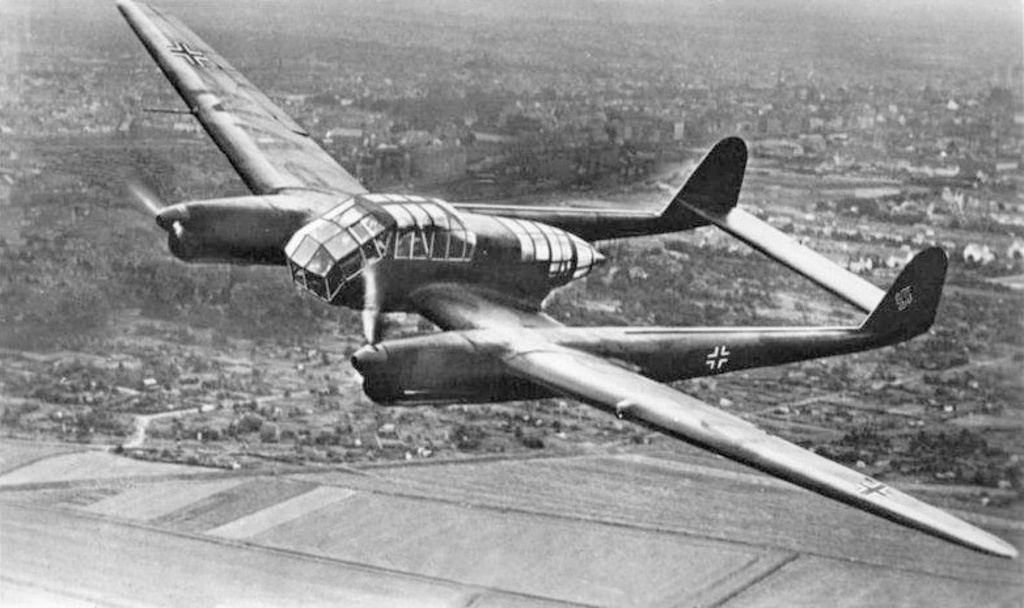
全片中反复出现德国空军Fw 189偵察機的镜头

1943年，两个白俄罗斯男孩为了加入抵抗运动，在沙沟里挖土寻找步枪。村里的老者担心德国人怀疑而劝阻他们。其中一位男孩弗廖拉（Флёра）挖出一支SVT-40半自動步槍；上空正飞行着一架德国Fw 189偵察機。翌日，两位游击队员来到弗廖拉的家中征召了他。弗廖拉成为低阶民兵，在营地充当苦力。游击队领袖科萨奇（Косач）召集士兵们准备出征，由于一位老兵鞋子破损，科萨奇命令弗廖拉将他的新鞋交给老兵，并留在营地作为后备。失望的弗廖拉抽泣着返回营地，在林地碰见担任护士的少女格拉莎（Глаша）。二人在林地中交谈，随后营地突遭德军伞兵和俯冲轰炸机袭击而一片狼藉。
二人在林地中躲避轰炸，弗廖拉的耳朵几乎被震聋，产生长期耳鸣。随后二人返回村落到达弗廖拉家中，却发现村庄荒无人烟，其家中布满飞蝇。弗廖拉坚信自己的家人仍然生还，决定穿过泥沼去附近岛屿上找寻。在跑出村子的过程中，格拉莎瞥见一排村民尸体，但她并未告知弗廖拉。二人穿过泥沼到达岛屿后几乎陷入精神狂乱，格拉莎向弗廖拉吼叫，称其家人早已丧命。随后，一位名叫鲁别日（Рубеж）的游击队员发现了他们，把他们带到一群流亡的村民中间。弗廖拉见到了被德军烧伤至血肉模糊的村庄老者。奄奄一息的村庄老者告诉弗廖拉，他目睹弗廖拉全家丧命，弗廖拉本不该挖出步枪参军。听闻噩耗的弗廖拉试图自杀，被村民拦下。
鲁别日带上弗廖拉，和另外两名村民一同到附近的仓库寻找粮食，发现仓库有德军看守。四人撤退时误入雷区，两名同行者死亡，只剩下鲁别日和弗廖拉。当晚，鲁别日和弗廖拉潜入临近的村落，发现当地已遭占领。二人制服放哨的村民，牵走一头奶牛，但在穿越田野时遭遇德军机枪扫射，鲁别日和奶牛中弹丧命。翌日，弗廖拉发现一辆无人看守的马车，正试图骑走时被车主抓获。车主没有伤害弗廖拉，而是帮助弗廖拉隐藏其游击队员身份，保护其未被路过的德军党卫军发现。马车主将弗廖拉带到别列霍季村，当地已经被武装党卫军迭勒汪格风暴旅和随行的乌克兰辅助警察攻占。德军命令村民聚集到教堂内，弗廖拉预见到他们将被集体屠杀而高声劝阻无果。弗廖拉自教堂窗口逃脱出来，一同逃出的一名女子被德军拖走轮奸。弗廖拉目睹德军士兵向教堂中投掷燃烧瓶和手榴弹，再以喷火器点燃教堂，围观的士兵还向窗内射击。德军军官举起手枪指向弗廖拉的头部，以此合影留念。随后德军离开，弗廖拉瘫倒在地。
弗廖拉跟着德军的方向逃离村庄，发现德军遭到游击队伏击；被德军轮奸的格拉莎两腿沾着鲜血，失去了意识，如行尸走肉般漫游。游击队员俘虏了十一名德军士兵及乌克兰辅警，还包括称为突擊隊大隊領袖的德军指挥官。德军战俘的言行不一，有士兵乞求生还、推卸罪责，还有一位年轻军官辱骂游击队员是劣等民族，必定被德意志民族击败。弗廖拉提来汽油桶，游击队领袖科萨奇命令乌克兰警察在战俘身上泼油点燃，但围观的士兵未等点火就扣下扳机，将战俘全数击毙。
游击队员离开后，弗廖拉注意到水潭中散落的希特勒相框，因目睹太多惨状而陷入狂乱的弗廖拉不停地向相框射击。在他开火的同时，一系列关于希特勒生平的影片以倒放蒙太奇的形式展现，希特勒的生平录影以倒序最终定格在婴孩时期——其母克拉拉抱着婴儿希特勒的影像。弗廖拉停止射击，不断哭泣。随后闪出数行字幕：628座白俄罗斯村落被毁，全部村民丧命。弗廖拉跟随游击队员踏上新的征程。

## 演员
- 阿列克谢·克拉夫琴科（英语：Aleksei Yevgenyevich Kravchenko）饰弗廖拉
- 奥莉加·米罗诺娃（Olga Mironova）饰格拉莎
- 柳博米拉斯·劳采维丘斯（英语：Liubomiras Laucevičius）饰科萨奇，瓦列里·克拉夫琴科（Valery Kravchenko）配音
- 弗拉达斯·巴格多纳斯（Vladas Bagdonas）饰鲁别日
- 塔季扬娜·舍斯塔科娃（Tatyana Shestakova）饰弗廖拉母亲
- 叶夫根尼·季利切耶夫（Yevgeny Tilicheyev）饰盖热尔（乌克兰警察）
- 维克托斯·洛伦茨（Viktors Lorents）饰德国指挥官（原型奥斯卡·迪勒万格）
- 尤里·卢米斯特（Jüri Lumiste）饰狂热德国军官

## 制作
导演克利莫夫和阿列斯·阿达莫维奇共同撰写了剧本。阿达莫维奇曾在年轻时参与了白俄罗斯游击队。据导演回忆，影片于1977年开始制作：
临近卫国战争胜利四十周年，需要拍摄相关作品呈现给领导层。《我来自炽热之村》是我一读再读的书，书中有很多白俄罗斯法西斯屠杀幸存者提供的第一手记载。其中很多人现在仍然健在，白俄罗斯人将他们的一些经历拍成了电影。我永远不会忘记其中一个农民的面孔和目光，他沉静地讲述着当时的遭遇。德国人将全村人赶入教堂，就在放火杀人之前，他们如此建议：无子女者可逃离。他抛下妻儿逃出了教堂……还有一个村子，成年村民们被赶到谷仓里被杀，醉醺醺的士兵放狗咬死了留下的孩子们。
然后我想到：世界只知卡廷，却不知哈廷！白俄罗斯有六百多座村子被烧毁，他们全然不知。
于是我决定将这惨案拍成电影。我完全明白最终电影会显得很严酷苛刻。主角农村孩子弗廖拉的角色，我决定不派专业演员饰演，因为专业演员会利用经验和技巧保护自己的心理不受震撼，难以沉浸在角色中。我想找一个普通的十四岁男孩，我们想让他真正去经历那些苦难，然后把他的表现展现在影片中。同时我们也必须不让他承受太大的压力，不能让他在拍摄结束后有太大的心理阴影，让他健康地回到母亲身边。很幸运，饰演弗廖拉的阿列克谢·克拉夫琴科后来也成为了一名好演员，一切都很顺利。
我明白这部电影会很残酷血腥，很多人不太能接受。我曾和我的编剧搭档阿达莫维奇讲过这件事，但他回应道：“那么就别让他们去看，这是我们必须留给后世的，是战争的证据、对和平的恳求。”
——叶列姆·克利莫夫
《自己去看》全部在白俄罗斯境内拍摄，片中的事件都是历史真实发生的。片中没有任何专业演员，甚至语言也完全是白俄罗斯语。最重要的就是，片中的事情都是真实发生的。——叶列姆·克利莫夫
影片最初的片名是《杀死希特勒》。完成剧本后，苏联国家电影委员会认为情节“过于真实”，属于“宣扬肮脏美学和自然主义”，故剧本未能通过审查；再加上克利莫夫的妻子拉里莎·舍皮特科在1979年离世，克利莫夫决定拍完她的遗作《告别》，影片的拍摄工作因而搁置了八年。影片的摄制工作在1984年私自开始，克利莫夫并未修改任何情节，仅仅将片名改为《自己去看》。
影片以时间顺序摄制完毕，耗时九个月，饰演弗廖拉的小演员克拉夫琴科称他经历了“极度的疲劳和饥饿”，影片杀青后他已经十分瘦削，头发全白。不过和谣传不同，克拉夫琴科的头发没有一直保持白色，在摄制过程中使用了硅藻涂料染白，摄制结束后，保持了一段时间的白发。为了让克拉夫琴科进入角色，克利莫夫特地请来催眠师。克利莫夫曾说：“（克拉夫琴科的表演）可能以悲剧结尾，他有可能直接进入精神病院。我必须在他的思想中注入一些他没有的想法，他这个年纪并不懂什么是爱，什么是恨。最后，克拉夫琴科的精力非常集中，似乎他自己催眠自己进入了角色一般。”
为了营造即时感、直观感，克利莫夫在电影中同时运用了过度现实主义和超现实主义技法。摄影师阿列克谢·罗季奥诺夫运用了大量脸部特写镜头，且不回避烧焦的皮肤和血腥的肢体。影片的调色以自然的方式呈现，同时采用了一些宽屏和斯坦尼康镜头。片中不使用空包弹，而都是荷枪实弹。克拉夫琴科曾在采访中表示，在影片拍摄过程中，一些子弹在头顶掠过，甚至仅仅高过头顶10厘米。
影片的场面调度零碎而脱节，在不少镜头中，人物以近距离出现，而又离开镜头范围。角色常常凝视着镜头的方向；揭示性的时刻以令人眩晕的滑动变焦镜头体现。

### 配乐
电影的配乐由奥列格·扬琴科制作，为无定形节奏音乐。片中还出现了《神圣的战争》《货郎》等名曲。格拉莎跳舞时的配乐取自1936年电影《大马戏团》。最后的蒙太奇部分的配乐取自瓦格纳的歌剧，大部分来自《女武神》。影片尾声游击队员向树林中行进时，配乐是莫扎特的《安魂曲》。
影评家罗杰·埃伯特对此评论道：
最终在森林里，阳光透过树叶时，沉重悲伤的配乐突然转入莫扎特的曲子。这代表着什么？我认为是一种幻想，但并不是弗廖拉的幻想，他应该从未听过这样的乐曲。莫扎特的曲子就像天外救星般降临在片中，将我们自绝望中解救出来。如果愿意，我们便可以欣然接受（这种想法），但这并不能改变什么，就像一次讽刺的嘲弄。

### 片名来历
影片的片名《自己去看》源自《启示录》第六章，其中第1、3、5、7节中重复出现句子（希腊文为
），中文和合本译作“你来”，语出启示录四骑士，邀请作者观看末世灾难。
和电影情节相关，是片名灵感来源：
揭开第四印的时候、我听见第四个活物说、你来。我就观看、见有一匹灰色马．骑在马上的、名字叫作死．阴府也随着他．有权柄赐给他们、可以用刀剑、饥荒、瘟疫、〔瘟疫或作死亡〕野兽、杀害地上四分之一的人。

## 反响
电影于1985年10月17日上映，观影人数2890万，在1986年票房排名第六位。
2001年，影片在美国推出DVD版本，如今已经绝版。标准收藏的观影平台提供观看服务。
2017年，电影推出数位修复版，由卡连·沙赫纳扎罗夫监制。修复版电影在第74屆威尼斯影展获得最佳修复电影奖，也在数个欧洲独立院线重映。
2019年12月18日，雅努斯影业发布了影片2K修复版的预告片。这一修复版本在2020年2月21日的纽约电影论坛首映，随后在院线公映，在2020年6月30日于标准收藏发布家庭放映版本。
《見證》在美国和加拿大获得了71,909美元的收入，在其他国家和地区的收入是2090万美元，全球总票房近2100万美元，家庭影片销售额为959,484美元。

### 评价

#### 即时评价
影片最初获得好评，纽约时报的影评人沃尔特·古德曼评论道：“历史令人痛苦，影片如画作般呈现……素材有力、渲染强劲……”，他批评结尾是“一剂即时的鼓舞”，但称赞了克利莫夫“毫无争议的才华”。华盛顿邮报的里塔·肯普利（Rita Kempley）写道：“（克利莫夫）以愤慨的论调执导，營造了血与泥的幻觉世界，并添上弗朗西斯·科波拉《现代启示录》式的癫狂。素人主角的生动表演令人惊讶，但克利莫夫的功力更体现在其丰硕而灵动的视觉诗意上，如其同胞康查洛夫斯基的史诗片《西伯利亚之歌》中所体现的一般。”马克·勒法努（Mark Le Fanu）在《视与听》中评论：“《見證》是强有力的战争片，导演激发了主演克拉夫琴科出色的表现。”
克利莫夫表示观众在观影时大受震撼，苏联国内外都曾有救护车开入影院的情况出现。在一次观后讨论会上，一位年迈的德国妇女起立说道：“我曾是国防军的一员，而且是个军官。我走遍了波兰和白俄罗斯，最后到了乌克兰。我发誓：电影中讲述的一切都是真相。最可怕而耻辱的是，我的子孙后代都能看到这部电影。”

#### 回顾性评价
进入21世纪以来，《見證》不断受到称赞。2001年，《娱乐周刊》的达尼特·斯蒂芬斯（Daneet Steffens）写道：“克利莫夫以童话般的影像和战争的恐怖画面交织，为电影注入了毫无歉意的不安体验，令人久久难以忘怀。”
2001年，《乡村之声》的J·霍伯曼写道：“《見證》带有巴洛克式的紧张感，是一部带幻想色彩的丰满的艺术影片。在描写大屠杀时，与其说是如诗如画，不如说显得从容而平淡。（这部影片一直被拿来和《辛德勒的名单》及《搶救雷恩大兵》作比较，不必惊讶斯皮尔伯格在拍摄那两部影片前已经观看过《見證》。）电影最核心的暴行是一出野蛮的马戏，充斥着刺耳的乐声和狗吠，一群醉酒的德国兵包围着农民，将之推入炽热的地狱……克利莫夫使用的死尸镜头非常令人不安，他所编排的村镇遭毁的担忧感被这些镜头反复抵消。大多数情况下，他更倾向于展示珀耳修斯镜面所反射的蛇发女妖，没什么影像比克拉夫琴科惊恐错愕的眼神更不可磨灭了。”2009年，埃利奥特·斯泰因在同刊物上称《見證》是“抒情诗歌主义和表现主义噩梦的惊人混合”。
2002年，《影音俱樂部》的斯科特·托比亚斯（Scott Tobias）称“《見證》给人留下难以忘怀的印象：炸弹刺耳的嘈杂声被微弱的莫扎特赋格曲打破，昏暗旱地被异常靓丽的橙色焰火照亮，德军士兵自浓厚的晨雾里如幽灵般浮现。作为开放政策时期的产物，《見證》并非俄国惨胜的爱国主义纪念，而是这一胜仗恐怖代价的可惧提示。”英国杂志《话语》撰文称“大众广泛认为《見證》视为有史以来最出色的战争片，《第三集中營》的影迷除外。”2009年，蒂姆·洛特称《見證》令《现代启示录》相形见绌。2006年，《视与听》的乔弗里·麦克纳布写道：“克利莫夫这部令人震惊的战争片结合了血腥画面和强烈的抒情主义，即便是山姆·畢京柏也会惊讶。”
2010年6月16日，罗杰·埃伯特（Roger Ebert）将《見證》列入其“伟大影片”名单，称赞该片是“有史以来最具破坏力的电影之一，以至片中的幸存者要羡慕死者。影片展现了野蛮画面，有些情节非常逼真，但是反复叠加了一些噩梦般的夸大场面。我决不能描述影片最后的著名部分，绝对会令你惊讶。这部分画面模仿了历史的倒放，你将看到它如何展现。这带来了一种无以言表的沉闷感，因为历史从来不能改写，而会永远伴随着我们。”
《見證》入围了许多佳片榜单。2008年，《自己去看》在《帝國雜誌》评选的“500部有史以来最伟大的影片”中排名第60位。，在其2010年评选的“100部世界影史最佳影片”中排名第24位，评语是“叶列姆·克利莫夫影响深远、极度令人不安的白俄罗斯巨作，没有任何电影能够将战争的非人化影响如此生动凶残地展现出来，《现代启示录》不能，《金甲部隊》也不能。这是一部印象主义巨作，可能是史上最糟糕的约会电影”。电影还入围了英国《第四台》评选的“50部一生必看影片”。在2012年《视与听》开展的“史上最伟大的电影”调查中，《見證》同时入围了影评人榜单和导演榜单，在影评人榜单排名第154位，在导演榜单排名第30位。《自己去看》被广泛视为史上极度杰出的反战片，展现了第二次世界大战东线战场最为真实的场面。
《見證》在爛番茄上的新鲜度为97%，在35篇评论中录得8.50/10的评分。网站的“影评人共识”栏目写道：“《見證》是一部令人痛苦的奥德赛史诗，通过人性所能忍受的最凶残的画面和叶列姆·克利莫夫杰出而富有张力的执导而呈现，体现了一部反战电影带来的影响的极致。”
《自己去看》是克利莫夫的最后一作，对此，他曾在2001年说道：“我对拍摄电影失去了兴趣，我认为我做了我能做的一切。”

### 荣誉
苏联官方将《見證》递交至1986年第58届奥斯卡金像奖竞选最佳外语片奖项，但未获最终提名。
| 奖项                   | 日期          | 类别               | 获奖方               | 结果 | 参考                                    |
| ---------------------- | ------------- | ------------------ | -------------------- | ---- | --------------------------------------- |
| 第14届莫斯科国际电影节 | 1985年7月12日 | 喬治金獎           | 叶列姆·克利莫夫      | 獲獎 | [ 7 ] [ 13 ] [ 5 ] [ 10 ] [ 16 ] [ 63 ] |
| 第14届莫斯科国际电影节 | 1985年7月12日 | 國際影評人協會大奖 | 叶列姆·克利莫夫      | 獲獎 | [ 64 ] [ 16 ] [ 63 ]                    |
| 第74屆威尼斯影展       | 2017年9月9日  | 最佳修复影片       | Idi i smotri（見證） | 獲獎 | [ 33 ]                                  |

## 延伸阅读
- Le Fanu, Mark. . The Criterion Collection. 2020-06-30  [2020-07-04]. （原始内容存档于2022-03-07）.
- Menashe, Louis. . Washington, D.C.: New Academia Publishing, LLC. 2014: 95—96 [2010]  [2021-07-12]. ISBN 978-0-98458322-5. （原始内容存档于2021-08-18）.
- Michaels, Lloyd. . Quarterly Review of Film and Video（英语：Quarterly Review of Film and Video）. 2008, 25 (3): 212–218. S2CID 191450553. doi:10.1080/10509200601091458.